# Grande Prêmio da Hungria de 2002
Resultados do Grande Prêmio da Hungria de Fórmula 1 realizado em Hungaroring em 18 de agosto de 2002. Décima terceira etapa da temporada, foi vencido pelo brasileiro Rubens Barrichello, que subiu ao pódio junto a Michael Schumacher numa dobradinha da Ferrari, com Ralf Schumacher em terceiro pela Williams-BMW.

## Resumo
- Primeira corrida de Anthony Davidson. O inglês, piloto de testes da BAR, foi contratado pela Minardi para o lugar do malaio Alex Yoong, afastado por deficiência técnica.[4]
- Ferrari conquista o quarto título consecutivo no mundial de construtores.[5]

## Corrida
| Pos.    | Nº | Piloto               | Construtor       | Voltas | Tempo/Diferença | Grid | Pontos |
| ------- | -- | -------------------- | ---------------- | ------ | --------------- | ---- | ------ |
| 1       | 2  | Rubens Barrichello   | Ferrari          | 77     | 1:41:49.001     | 1    | 10     |
| 2       | 1  | Michael Schumacher   | Ferrari          | 77     | + 0.434         | 2    | 6      |
| 3       | 5  | Ralf Schumacher      | Williams-BMW     | 77     | + 13.356        | 3    | 4      |
| 4       | 4  | Kimi Räikkönen       | McLaren-Mercedes | 77     | + 29.479        | 11   | 3      |
| 5       | 3  | David Coulthard      | McLaren-Mercedes | 77     | + 37.800        | 10   | 2      |
| 6       | 9  | Giancarlo Fisichella | Jordan-Honda     | 77     | + 1:08.804      | 5    | 1      |
| 7       | 8  | Felipe Massa         | Sauber-Petronas  | 77     | + 1:13.612      | 7    |        |
| 8       | 14 | Jarno Trulli         | Renault          | 76     | + 1 volta       | 6    |        |
| 9       | 7  | Nick Heidfeld        | Sauber-Petronas  | 76     | + 1 volta       | 8    |        |
| 10      | 10 | Takuma Sato          | Jordan-Honda     | 76     | + 1 volta       | 14   |        |
| 11      | 6  | Juan Pablo Montoya   | Williams-BMW     | 76     | + 1 volta       | 4    |        |
| 12      | 12 | Olivier Panis        | BAR-Honda        | 76     | + 1 volta       | 12   |        |
| 13      | 17 | Pedro de La Rosa     | Jaguar-Cosworth  | 75     | + 2 voltas      | 15   |        |
| 14      | 25 | Allan McNish         | Toyota           | 75     | + 2 voltas      | 18   |        |
| 15      | 24 | Mika Salo            | Toyota           | 75     | + 2 voltas      | 17   |        |
| 16      | 23 | Mark Webber          | Minardi-Asiatech | 75     | + 2 voltas      | 19   |        |
| Ret     | 22 | Anthony Davidson     | Minardi-Asiatech | 58     | Spun off        | 20   |        |
| Ret     | 15 | Jenson Button        | Renault          | 30     | Spun off        | 9    |        |
| Ret     | 16 | Eddie Irvine         | Jaguar-Cosworth  | 23     | Motor           | 16   |        |
| Ret     | 11 | Jacques Villeneuve   | BAR-Honda        | 20     | Transmissão     | 13   |        |
| Fontes: |    |                      |                  |        |                 |      |        |

## Tabela do campeonato após a corrida
| Pos.    | Piloto             | Pontos |
| ------- | ------------------ | ------ |
| 1       | Michael Schumacher | 112    |
| 2       | Rubens Barrichello | 45     |
| 3       | Ralf Schumacher    | 40     |
| 4       | Juan Pablo Montoya | 40     |
| 5       | David Coulthard    | 34     |
| Fontes: |                    |        |

| Pos.    | Equipe           | Pontos |
| ------- | ---------------- | ------ |
| 1       | Ferrari          | 157    |
| 2       | Williams-BMW     | 80     |
| 3       | McLaren-Mercedes | 54     |
| 4       | Renault          | 15     |
| 5       | Sauber-Petronas  | 11     |
| Fontes: |                  |        |

- Nota: Somente as primeiras cinco posições estão listadas e os campeões da temporada surgem grafados em negrito.